# Ilir Luarasi
Ilir Luarasi (ur. 12 marca 1954 w Tiranie, zm. 17 stycznia 2018 we Francji) – albański piłkarz i trener piłkarski, w latach 1981–1982 reprezentant Albanii.